# شهيد أمامي (ديناران)
شهید أمامي (بالفارسية: شهرک شهیدامامی) هي قرية تقع في إيران في قسم دیناران الريفي. يقدر عدد سكانها بـ 126 نسمة بحسب إحصاء 2016.